# Mjøndalen Idrettsforening 2015
Questa voce raccoglie le informazioni riguardanti il Mjøndalen Idrettsforening nelle competizioni ufficiali della stagione 2015.

## Stagione
A seguito della promozione dell'anno precedente, maturata nel corso del doppio confronto con il Brann, il Mjøndalen ha fatto il suo ritorno nell'Eliteserien. Prima dell'inizio del campionato, per ragioni di sponsorizzazione il Mjøndalen Stadion ha cambiato nome in Isachsen Stadion.
Il Mjøndalen ha terminato l'annata al 15º posto finale, retrocedendo così dopo un anno nella massima serie. L'avventura nel Norgesmesterskapet 2015 si è chiusa invece ai quarti di finale, con l'eliminazione per mano del Rosenborg. Il calciatore più utilizzato in stagione è stato Mads André Hansen con 34 presenze (30 in campionato e 4 in coppa), mentre i migliori marcatori sono stati Christian Gauseth e Sanel Kapidžić a quota 8 reti (4 in campionato e 4 in coppa).

## Rosa
| N. |                           | Ruolo | Calciatore                 |
| -- | ------------------------- | ----- | -------------------------- |
| 1  | Norvegia (bandiera)       | P     | Ivar Forn                  |
| 2  | Norvegia (bandiera)       | D     | Ulrik Arneberg             |
| 3  | Norvegia (bandiera)       | D     | Joackim Olsen Solberg      |
| 4  | Norvegia (bandiera)       | D     | Martin Strange             |
| 5  | Norvegia (bandiera)       | D     | Karanveer Grewal           |
| 6  | Nuova Zelanda (bandiera)  | C     | Craig Henderson            |
| 6  | Norvegia (bandiera)       | C     | Michael Stilson            |
| 7  | Danimarca (bandiera)      | A     | Sanel Kapidžić             |
| 8  | Norvegia (bandiera)       | A     | Stian Rasch                |
| 9  | Norvegia (bandiera)       | C     | Mads André Hansen          |
| 10 | Norvegia (bandiera)       | C     | Erik Midtgarden            |
| 11 | Norvegia (bandiera)       | A     | Christian Gauseth          |
| 12 | Norvegia (bandiera)       | P     | Andreas Håskjold           |
| 13 | Norvegia (bandiera)       | P     | Kristoffer Bjørløw Solberg |
| 14 | Costa d'Avorio (bandiera) | C     | Vamouti Diomande           |
| 15 | Norvegia (bandiera)       | C     | Stian Semb Aasmundsen      |
| 16 | Norvegia (bandiera)       | C     | Mads Gundersen             |
| 17 | Norvegia (bandiera)       | A     | Amahl Pellegrino           |
| 17 | Norvegia (bandiera)       | C     | Erlend Skagestad           |

| N. |                        | Ruolo | Calciatore               |
| -- | ---------------------- | ----- | ------------------------ |
| 18 | Stati Uniti (bandiera) | D     | Rhett Bernstein          |
| 19 | Norvegia (bandiera)    | C     | Tokmac Nguen             |
| 19 | Norvegia (bandiera)    | D     | Joakim Mohn Rishovd      |
| 20 | Senegal (bandiera)     | A     | Ousseynou Boye           |
| 20 | Gambia (bandiera)      | A     | Alagie Sosseh            |
| 21 | Norvegia (bandiera)    | A     | Magnus Sylling Olsen     |
| 22 | Norvegia (bandiera)    | D     | Morten Sundli            |
| 23 | Stati Uniti (bandiera) | A     | Erik Hurtado             |
| 23 | Norvegia (bandiera)    | A     | Tim André Nilsen         |
| 24 | Norvegia (bandiera)    | D     | Henrik Gulden            |
| 24 | Senegal (bandiera)     | C     | Amidou Diop              |
| 25 | Norvegia (bandiera)    | C     | Bjarne Ingebretsen       |
| 25 | Norvegia (bandiera)    | C     | Sebastian Hansen         |
| 25 | Norvegia (bandiera)    | C     | Hallvard Håskjold        |
| 26 | Norvegia (bandiera)    | A     | Andreas Hellum           |
| 27 | Norvegia (bandiera)    | D     | William Sælid Sell       |
| 28 | Norvegia (bandiera)    | C     | Deniz Kihle Cilingiroglu |
| 30 | Danimarca (bandiera)   | P     | Marco Priis Jørgensen    |

## Calciomercato

### Sessione invernale(dal 01/01 al 31/03)
| Arrivi           | Arrivi               | Arrivi  | Arrivi     |
| R.               | Nome                 | da      | Modalità   |
| ---------------- | -------------------- | ------- | ---------- |
| C                | Amidou Diop          | Molde   | prestito   |
| C                | Michael Stilson      |         | svincolato |
| A                | Tim André Nilsen     | Sogndal | definitivo |
| Altre operazioni |                      |         |            |
| R.               | Nome                 | da      | Modalità   |
| A                | Magnus Sylling Olsen | HamKam  | definitivo |

| Partenze         | Partenze             | Partenze         | Partenze         |
| R.               | Nome                 | a                | Modalità         |
| Altre operazioni | Altre operazioni     | Altre operazioni | Altre operazioni |
| R.               | Nome                 | da               | Modalità         |
| ---------------- | -------------------- | ---------------- | ---------------- |
| A                | Magnus Sylling Olsen | HamKam           | fine prestito    |

### Tra le due sessioni
| Arrivi | Arrivi | Arrivi | Arrivi   |
| R.     | Nome   | da     | Modalità |
| ------ | ------ | ------ | -------- |

| Partenze | Partenze    | Partenze | Partenze      |
| R.       | Nome        | da       | Modalità      |
| -------- | ----------- | -------- | ------------- |
| C        | Amidou Diop | Molde    | fine prestito |

### Sessione estiva(dal 22/07 al 18/08)
| Arrivi | Arrivi                | Arrivi              | Arrivi     |
| R.     | Nome                  | da                  | Modalità   |
| ------ | --------------------- | ------------------- | ---------- |
| P      | Marco Priis Jørgensen |                     | svincolato |
| D      | Henrik Gulden         | Bochum              | prestito   |
| C      | Craig Henderson       | Stabæk              | prestito   |
| C      | Tokmac Nguen          | Strømsgodset        | prestito   |
| A      | Ousseynou Boye        | Diambars            | definitivo |
| A      | Erik Hurtado          | Vancouver Whitecaps | prestito   |
| A      | Amahl Pellegrino      | Lillestrøm          | definitivo |

| Partenze | Partenze            | Partenze    | Partenze   |
| R.       | Nome                | a           | Modalità   |
| -------- | ------------------- | ----------- | ---------- |
| P        | Andreas Håskjold    | Nesodden    | definitivo |
| D        | Joakim Mohn Rishovd | Modum       | definitivo |
| C        | Hallvard Håskjold   | Notodden    | prestito   |
| C        | Erlend Skagestad    | Modum       | prestito   |
| C        | Michael Stilson     | Ranheim     | prestito   |
| A        | Tim André Nilsen    | Fredrikstad | prestito   |
| A        | Alagie Sosseh       | Nest-Sotra  | definitivo |

## Risultati

### Eliteserien

#### Girone di andata
| Arbitro: | Sandmoen (Kjelsås) |

|              |           |  |
| Kapidžić 63’ | Marcatori |  |

| Arbitro: | Moen (Haugesund) |

|            |           |               |
| Hamoud 31’ | Marcatori | 8’ Midtgarden |

| Arbitro: | Hobber Nilsen (Oslo) |

|               |           |                  |
| Gundersen 48’ | Marcatori | 88’ Vilhjálmsson |

| Arbitro: | Hansen (Feda) |

|               |           |                                  |
| Ruud 30’, 40’ | Marcatori | 60’ Semb Aasmundsen 90’ Kapidžić |

| Arbitro: | Johansen (Brevik) |

|                   |           |                                 |
| Sylling Olsen 10’ | Marcatori | 39’, 49’, 60’ Friday 68’ Fofana |

| Arbitro: | Skjerven (Kaupanger) |

|            |           |  |
| Asante 70’ | Marcatori |  |

| Arbitro: | Kjensli (Oslo) |

|                                            |           |                            |
| Gauseth 38’ (rig.), 73’ Bernstein 74’, 90’ | Marcatori | 21’ Åsen 28’, 46’ Ondrášek |

| Arbitro: | Døvle (Larvik) |

|                               |           |                           |
| Hansen 36’ Bernstein 43’, 90’ | Marcatori | 21’ Helland 22’ Mikkelsen |

| Arbitro: | Moen (Haugesund) |

|                                            |           |                                 |
| Lindkvist 27’, 73’ Grindheim 42’ Berre 88’ | Marcatori | 43’ Gundersen 87’ Sylling Olsen |

| Arbitro: | Berntsen (Vang) |

|  |           |                                         |
|  | Marcatori | 21’ Elyounoussi 53’ Forren 56’ Svendsen |

| Arbitro: | Gya (Egersund) |

|                                                  |           |            |
| Furebotn 19’ Cruz 40’ Saltnes 61’ Olsen 70’, 87’ | Marcatori | 29’ Sundli |

| Arbitro: | Hansen (Feda) |

|                    |           |           |
| Gauseth 24’ (rig.) | Marcatori | 87’ Zajić |

| Arbitro: | Døvle (Larvik) |

|            |           |            |
| Gytkjær 6’ | Marcatori | 64’ Sundli |

| Arbitro: | Kjensli (Oslo) |

|                         |           |                    |
| Nilsen 84’ Arneberg 90’ | Marcatori | 26’, 42’ Kirkevold |

| Arbitro: | Johnsen (Tønsberg) |

|                                         |           |                              |
| James 55’, 83’ Þrándarson 88’ Björk 90’ | Marcatori | 5’ Gauseth 37’ Olsen Solberg |

#### Girone di ritorno
| Arbitro: | Lundby (Bøverbru) |

|                     |           |                   |
| Semb Aasmundsen 90’ | Marcatori | 12’ Azemi 52’ Moe |

| Arbitro: | Edvartsen (Hamar) |

|                          |           |                       |
| Kovács 42’ Mortensen 64’ | Marcatori | 57’ Sosseh 90’ Sundli |

| Arbitro: | Hansen (Feda) |

|                                  |           |                                                                                 |
| Midtgarden 42’ Kapidžić 58’, 88’ | Marcatori | 15’ Oldrup Jensen 23’ (aut.) Arneberg 25’ Occéan 68’ Bentley 70’, 90’ Halvorsen |

| Arbitro: | Gya (Egersund) |

|                 |           |                |
| Sellin 30’, 53’ | Marcatori | 26’ Midtgarden |

| Arbitro: | Hafsås (Trondheim) |

|                             |           |                    |
| Bernstein 56’ Henderson 90’ | Marcatori | 39’ (aut.) Hurtado |

| Arbitro: | Hagen (Grue) |

|                  |           |  |
| Vilhjálmsson 62’ | Marcatori |  |

| Arbitro: | Edvartsen (Hamar) |

|                                    |           |                                   |
| Semb Aasmundsen 47’ Pellegrino 50’ | Marcatori | 14’, 90’, 90’ Pedersen 41’ Fossum |

| Tromsø 13 settembre 2015, ore 15:30 23ª giornata | Tromsø             | 0 – 0 referto | Mjøndalen | Alfheim Stadion (3.532 spett.)\| Arbitro: \| Hafsås (Trondheim) \| |
| Arbitro:                                         | Hafsås (Trondheim) |               |           |                                                                    |

| Arbitro: | Berntsen (Vang) |

|  |           |            |
|  | Marcatori | 22’ Jääger |

| Arbitro: | Johnsen (Tønsberg) |

|                                   |           |  |
| Friday 9’ Knudtzon 70’ Martin 88’ | Marcatori |  |

| Arbitro: | Johansen (Brevik) |

|             |           |                                                  |
| Hurtado 47’ | Marcatori | 13’ Asante 31’, 76’ Kassi 65’ (rig.) El Ghanassy |

| Arbitro: | Kjensli (Oslo) |

|                                   |           |           |
| Kamara 54’ Svendsen 63’ Singh 86’ | Marcatori | 79’ Nguen |

| Arbitro: | Moen (Haugesund) |

|          |           |            |
| Aase 60’ | Marcatori | 20’ Sundli |

| Arbitro: | Lundby (Bøverbru) |

|           |           |                          |
| Nguen 90’ | Marcatori | 35’ James 90’ Þrándarson |

| Arbitro: | Edvartsen (Hamar) |

|                                     |           |               |
| Bytyqi 67’ Haugen 81’ Adegbenro 90’ | Marcatori | 8’ Midtgarden |

### Norgesmesterskapet
| Arbitro: | Loeshagen |

|  |           |                                                                        |
|  | Marcatori | 13’, 76’ Ingebretsen 25’ Nilsen 28’, 54’, 71’ Sosseh 60’ Olsen Solberg |

| Arbitro: | Loeshagen |

|                                    |                      |                                      |
| Knutsen 31’ (rig.) Teklamariam 55’ | Marcatori            | 15’ (rig.) Olsen Solberg 72’ Gauseth |
|                                    | Tiri di rigore 3 – 4 |                                      |

| Arbitro: | Loeshagen |

|           |           |                                                       |
| Kåven 82’ | Marcatori | 26’ Gauseth 29’ Sosseh 72’ Olsen Solberg 80’ Kapidžić |

| Arbitro: | Johnsen (Tønsberg) |

|                                                                      |           |  |
| Semb Aasmundsen 26’ Kapidžić 37’ Midtgarden 55’ Törnqvist 75’ (aut.) | Marcatori |  |

| Arbitro: | Hobber Nilsen (Oslo) |

|                                                          |           |  |
| Søderlund 16’ de Lanlay 28’ Vilhjálmsson 34’ Helland 59’ | Marcatori |  |

## Statistiche

### Statistiche di squadra
| Competizione       | Punti | In casa | In casa | In casa | In casa | In casa | In casa | In trasferta | In trasferta | In trasferta | In trasferta | In trasferta | In trasferta | Totale | Totale | Totale | Totale | Totale | Totale | DR  |
| Competizione       | Punti | G       | V       | N       | P       | Gf      | Gs      | G            | V            | N            | P            | Gf           | Gs           | G      | V      | N      | P      | Gf     | Gs     | DR  |
| ------------------ | ----- | ------- | ------- | ------- | ------- | ------- | ------- | ------------ | ------------ | ------------ | ------------ | ------------ | ------------ | ------ | ------ | ------ | ------ | ------ | ------ | --- |
| Eliteserien        | 21    | 15      | 4       | 3       | 8       | 23      | 36      | 15           | 0            | 6            | 9            | 15           | 33           | 30     | 4      | 9      | 17     | 38     | 69     | -31 |
| Norgesmesterskapet | -     | 1       | 1       | 0       | 0       | 4       | 0       | 4            | 2            | 1            | 1            | 13           | 7            | 5      | 3      | 1      | 1      | 17     | 7      | +10 |
| Totale             | -     | 16      | 5       | 3       | 8       | 27      | 36      | 19           | 2            | 7            | 10           | 28           | 40           | 35     | 7      | 10     | 18     | 55     | 76     | -21 |

### Statistiche dei giocatori
| Giocatore          | Eliteserien | Eliteserien | Eliteserien | Eliteserien | Norgesmesterskapet | Norgesmesterskapet | Norgesmesterskapet | Norgesmesterskapet | Coppe europee | Coppe europee | Coppe europee | Coppe europee | Altre coppe | Altre coppe | Altre coppe | Altre coppe | Totale   | Totale | Totale      | Totale     |
| Giocatore          | Presenze    | Reti        | Ammonizioni | Espulsioni  | Presenze           | Reti               | Ammonizioni        | Espulsioni         | Presenze      | Reti          | Ammonizioni   | Espulsioni    | Presenze    | Reti        | Ammonizioni | Espulsioni  | Presenze | Reti   | Ammonizioni | Espulsioni |
| ------------------ | ----------- | ----------- | ----------- | ----------- | ------------------ | ------------------ | ------------------ | ------------------ | ------------- | ------------- | ------------- | ------------- | ----------- | ----------- | ----------- | ----------- | -------- | ------ | ----------- | ---------- |
| U. Arneberg        | 29          | 1           | 4           | 0           | 4                  | 0                  | 0                  | 0                  |               |               |               |               |             |             |             |             | 33       | 1      | 4           | 0          |
| R. Bernstein       | 20          | 5           | 1           | 0           | 3                  | 0                  | 0                  | 1                  |               |               |               |               |             |             |             |             | 23       | 5      | 1           | 1          |
| K. Bjørløw Solberg | 0           | -0          | 0           | 0           | 0                  | -0                 | 0                  | 0                  |               |               |               |               |             |             |             |             | 0        | 0      | 0           | 0          |
| O. Boye            | 3           | 0           | 0           | 0           | 0                  | 0                  | 0                  | 0                  |               |               |               |               |             |             |             |             | 3        | 0      | 0           | 0          |
| A. Bråtun          | 0           | 0           | 0           | 0           | 1                  | 0                  | 0                  | 0                  |               |               |               |               |             |             |             |             | 1        | 0      | 0           | 0          |
| D. Cilingiroglu    | 0           | 0           | 0           | 0           | 0                  | 0                  | 0                  | 0                  |               |               |               |               |             |             |             |             | 0        | 0      | 0           | 0          |
| V. Diomande        | 3           | 0           | 0           | 0           | 0                  | 0                  | 0                  | 0                  |               |               |               |               |             |             |             |             | 3        | 0      | 0           | 0          |
| A. Diop            | 10          | 0           | 1           | 0           | 3                  | 0                  | 1                  | 0                  |               |               |               |               |             |             |             |             | 13       | 0      | 2           | 0          |
| I. Forn            | 21          | -54         | 1           | 0           | 2                  | -2                 | 0                  | 0                  |               |               |               |               |             |             |             |             | 23       | -56    | 1           | 0          |
| K. Grewal          | 6           | 0           | 0           | 1           | 1                  | 0                  | 0                  | 0                  |               |               |               |               |             |             |             |             | 7        | 0      | 0           | 1          |
| H. Gulden          | 4           | 0           | 0           | 0           | 0                  | 0                  | 0                  | 0                  |               |               |               |               |             |             |             |             | 4        | 0      | 0           | 0          |
| M. Gundersen       | 18          | 2           | 4           | 0           | 3                  | 0                  | 0                  | 0                  |               |               |               |               |             |             |             |             | 21       | 2      | 4           | 0          |
| M. Hansen          | 30          | 1           | 0           | 0           | 4                  | 0                  | 2                  | 0                  |               |               |               |               |             |             |             |             | 34       | 1      | 2           | 0          |
| S. Hansen          | 0           | 0           | 0           | 0           | 0                  | 0                  | 0                  | 0                  |               |               |               |               |             |             |             |             | 0        | 0      | 0           | 0          |
| A. Håskjold        | 0           | -0          | 0           | 0           | 2                  | -1                 | 0                  | 0                  |               |               |               |               |             |             |             |             | 2        | -1     | 0           | 0          |
| H. Håskjold        | 0           | 0           | 0           | 0           | 1                  | 0                  | 0                  | 0                  |               |               |               |               |             |             |             |             | 1        | 0      | 0           | 0          |
| A. Hellum          | 0           | 0           | 0           | 0           | 0                  | 0                  | 0                  | 0                  |               |               |               |               |             |             |             |             | 0        | 0      | 0           | 0          |
| C. Henderson       | 7           | 1           | 0           | 0           | 0                  | 0                  | 0                  | 0                  |               |               |               |               |             |             |             |             | 7        | 1      | 0           | 0          |
| E. Hurtado         | 11          | 0           | 1           | 0           | 1                  | 0                  | 0                  | 0                  |               |               |               |               |             |             |             |             | 12       | 0      | 1           | 0          |
| B. Ingebretsen     | -           | -           | -           | -           | 1                  | 1                  | 0                  | 0                  |               |               |               |               |             |             |             |             | 1        | 1      | 0           | 0          |
| E. Midtgarden      | 24          | 4           | 1           | 0           | 3                  | 1                  | 0                  | 0                  |               |               |               |               |             |             |             |             | 27       | 5      | 1           | 0          |
| J. Mohn Rishovd    | 0           | 0           | 0           | 0           | 1                  | 0                  | 0                  | 0                  |               |               |               |               |             |             |             |             | 1        | 0      | 0           | 0          |
| T. Nguen           | 6           | 2           | 0           | 0           | 0                  | 0                  | 0                  | 0                  |               |               |               |               |             |             |             |             | 6        | 2      | 0           | 0          |
| T. Nilsen          | 10          | 1           | 0           | 0           | 3                  | 1                  | 1                  | 0                  |               |               |               |               |             |             |             |             | 13       | 2      | 1           | 0          |
| J. Olsen Solberg   | 28          | 1           | 5           | 0           | 4                  | 4                  | 1                  | 0                  |               |               |               |               |             |             |             |             | 32       | 5      | 6           | 0          |
| M. Priis Jørgensen | 10          | -15         | 0           | 0           | 1                  | -4                 | 0                  | 0                  |               |               |               |               |             |             |             |             | 11       | -19    | 0           | 0          |
| S. Rasch           | 7           | 0           | 0           | 0           | 3                  | 0                  | 0                  | 0                  |               |               |               |               |             |             |             |             | 10       | 0      | 0           | 0          |
| W. Sælid Sell      | 0           | 0           | 0           | 0           | 1                  | 0                  | 0                  | 0                  |               |               |               |               |             |             |             |             | 1        | 0      | 0           | 0          |
| S. Semb Aasmundsen | 24          | 3           | 5           | 1           | 2                  | 1                  | 0                  | 0                  |               |               |               |               |             |             |             |             | 26       | 4      | 5           | 1          |
| A. Sivertsen       | 0           | 0           | 0           | 0           | 1                  | 0                  | 0                  | 0                  |               |               |               |               |             |             |             |             | 1        | 0      | 0           | 0          |
| E. Skagestad       | 0           | 0           | 0           | 0           | 1                  | 0                  | 0                  | 0                  |               |               |               |               |             |             |             |             | 1        | 0      | 0           | 0          |
| A. Sosseh          | 14          | 1           | 2           | 0           | 4                  | 4                  | 0                  | 0                  |               |               |               |               |             |             |             |             | 18       | 5      | 2           | 0          |
| M. Stilson         | 5           | 0           | 1           | 0           | 3                  | 0                  | 0                  | 0                  |               |               |               |               |             |             |             |             | 8        | 0      | 1           | 0          |
| M. Strange         | 9           | 0           | 1           | 0           | 3                  | 0                  | 0                  | 0                  |               |               |               |               |             |             |             |             | 12       | 0      | 1           | 0          |
| M. Sundli          | 23          | 4           | 5           | 0           | 2                  | 0                  | 0                  | 0                  |               |               |               |               |             |             |             |             | 25       | 4      | 5           | 0          |
| N. Svere           | 0           | -0          | 0           | 0           | 0                  | -0                 | 0                  | 0                  |               |               |               |               |             |             |             |             | 0        | 0      | 0           | 0          |
| M. Sylling Olsen   | 22          | 2           | 7           | 0           | 3                  | 0                  | 0                  | 0                  |               |               |               |               |             |             |             |             | 25       | 2      | 7           | 0          |